# Shenzhou 15
Shenzhou 15 – załogowy lot statku kosmicznego typu Shenzhou w ramach chińskiego programu kosmicznego. Czwarta załogowa misja w ramach budowy chińskiej stacji kosmicznej Tiangong, planowanej na lata 2021–2022.

## Załoga

### Podstawowa
- Fei Junlong (2) – dowódca
- Deng Qingming (2)
- Zhang Lu (1)